# Kim Phúc
Phan Thị Kim Phúc (Trang Bang, 2 aprile 1963) è una donna vietnamita nota per essere stata ritratta da bambina in una famosa fotografia scattata l'8 giugno 1972 durante la guerra del Vietnam.
La foto, diventata un simbolo del conflitto, mostra Kim Phúc all'età di nove anni mentre fugge dal villaggio Trảng Bàng completamente nuda insieme ad altri bambini fra cui due suoi fratelli e due cugini dopo essere stata gravemente ustionata sulle braccia e sulla schiena da un bombardamento al napalm delle forze aeree del Vietnam del Sud, e fu intitolata Napalm Girl.

## Biografia
Kim Phuc e la sua famiglia erano residenti del villaggio di Trang Bang, nel Vietnam del Sud, quando l'8 giugno 1972 alcuni Douglas A-1 Skyraider della Forza aerea del Vietnam del Sud sganciarono bombe al napalm sul villaggio, che era stato occupato dalle forze nord-vietnamite. L'attacco uccise quattro persone nel villaggio. Il fotografo Nick Út, presente sul luogo, scattò alcune fotografie agli abitanti del villaggio in fuga, fra cui Phuc. Secondo la comune ricostruzione, dopo le fotografie, Út portò Kim Phuc e gli altri bambini feriti, all'ospedale di Saigon, dove la bambina fu curata per quattordici mesi e dimessa dopo diciassette interventi; rievocando da adulta quella vicenda, Kim Phúc ha dichiarato che in quel momento stava urlando "Brucia! Brucia!", in quanto era stata ustionata gravemente dalla bomba.
Kim Phuc ha successivamente studiato a Cuba, e nel 1992 ha sposato il connazionale Bui Huy Toan. In seguito si è trasferita in Canada col marito, con il quale ha avuto due figli. Kim Phuc è diventata cittadina canadese nel 1996. Il 10 novembre 1997 è stata nominata ambasciatrice dell'UNESCO. Nel 1999 è stata pubblicata la sua biografia, intitolata La bambina nella fotografia. La storia di Kim Phuc e la guerra del Vietnam e scritta da Denise Chong. Il 22 ottobre 2004 Phuc è stata insignita di un dottorato ad honorem in legge presso l'università di York, a Toronto, per il suo impegno a sostegno delle piccole vittime delle guerre in tutto il mondo, tramite la KIM Phuc Foundation International. Il 27 ottobre 2005 le è stata consegnata una laurea ad honorem in Legge dalla Queen's University a Kingston.
Nel 2017 ha pubblicato la sua autobiografia intitolata Fire Road, edita in Italia da Edizioni Scripsi nel settembre 2019 con il titolo Il fuoco addosso.

## L'iconica fotografia
Il fotografo Nick Út, che scattò l'iconica foto, vinse il premio Pulitzer proprio per quella foto, che in seguito fu anche scelta come World Press Photo of the Year del 1972. L'immagine di Phúc che corre nuda nel caos divenne una delle immagini più celebri della guerra del Vietnam e della fotografia di guerra, prendendo il titolo di Napalm Girl.
Seppure la fotografia, il cui titolo ufficiale è The Terror of War, viene comunemente attribuita a Nick Út, vi sono ipotesi secondo cui sia stata in realtà scattata da Nguyen Thành Nghe, non accreditato in quanto non membro della Associated Press. A seguito di successivi approfondimenti, l'organizzazione World Press Photo ne ha sospeso l'attribuzione nel maggio del 2025.